# Museo de Arte de Chongqing
El Museo de Arte de Chongqing (en chino simplificado, 重庆美术馆), también conocido como Galería de Arte de Chongqing o Centro de Arte Guotai de Chongqing, es un museo de arte situado en el distrito de Yuzhong de Chongqing (China). Está centrado en la pintura, el grabado y las pequeñas esculturas tradicionales chinas.

## Arquitectura
El edificio es conocido por su llamativa arquitectura. Su estructura exterior está compuesta por un patrón de vigas entrelazadas: las vigas rojas discurren en dirección norte–sur y las vigas negras, en dirección este–oeste. Su diseño está inspirado en los palillos y en la comida tradicional china del hot pot. El edificio también ha sido comparado con una higuera blanca, que es común en la zona de Chongqing.